# San Diego-La Jolla Underwater Park

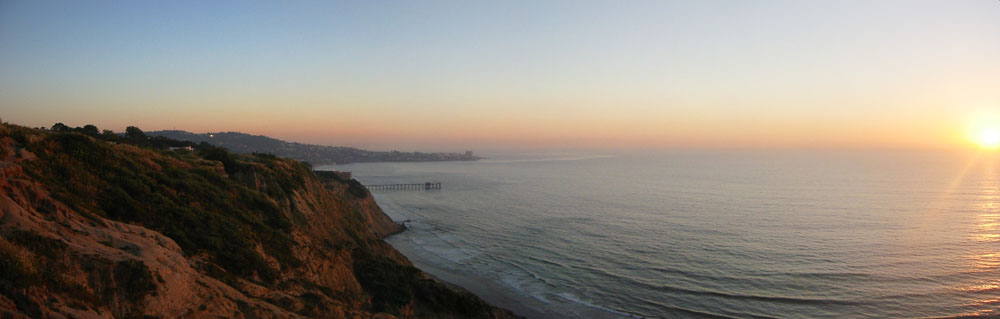
La Jolla Underwater Park Panorama

San Diego–La Jolla Underwater Park is een zeereservaat aan de zuidkust van Californië. Het gebied omvat onder meer de San Diego–Scripps Coastal Marine Conservation Area (SMCA) en het Matlahuayl State Marine Reserve (SMR). 
Deze aangrenzende beschermde zones strekken zich uit voor de kust van La Jolla, een wijk van San Diego, en omvatten onder andere La Jolla Cove.

## Geschiedenis
De oorsprong van het park gaat terug tot 1929, toen de staat Californië een "marine life refuge" instelde om het onderwater- en getijdengebied nabij het Scripps Institution of Oceanography te beschermen. In 1957 werd dit gebied onderdeel van het San Diego Marine Life Refuge.
In de jaren 1960 groeide het besef dat overbevissing en menselijke impact de lokale biodiversiteit bedreigden. Onder leiding van Harold F. Riley en de San Diego Council of Divers, met steun van Conrad F. Limbaugh (Scripps Institution of Oceanography), werd een voorstel gedaan voor een officieel beschermd onderwaterpark. Ook leden van de lokale duikclub Bottom Scratchers (opgericht in 1933) speelden een belangrijke rol in de totstandkoming.
In 1970 werd het San Diego–La Jolla Underwater Park officieel onderdeel van een door de stad beheerd park, dat zich meer dan drie kilometer uitstrekte in zee. Tegelijkertijd werd een ecologisch reservaat van 208 hectare ingesteld, bekend als het Look, Don’t Touch Ecological Reserve. In 1981 breidde de gemeenteraad van San Diego dit reservaat uit met La Jolla Cove.
In 1978 ontwierp dr. Bert Kobayashi een uitgebreid onderzoek naar de ecologische waarden van het reservaat. Dit werd gefinancierd door de California State Water Resources Control Board. Het Scripps Institution of Oceanography documenteert sindsdien de mariene biodiversiteit in het gebied.
De goedkeuring van de Marine Life Management Act in 1998 leidde tot de formele oprichting van de SMCA en de SMR als onderdeel van Californië’s netwerk van mariene beschermde gebieden.

## Geografie en natuurlijke kenmerken

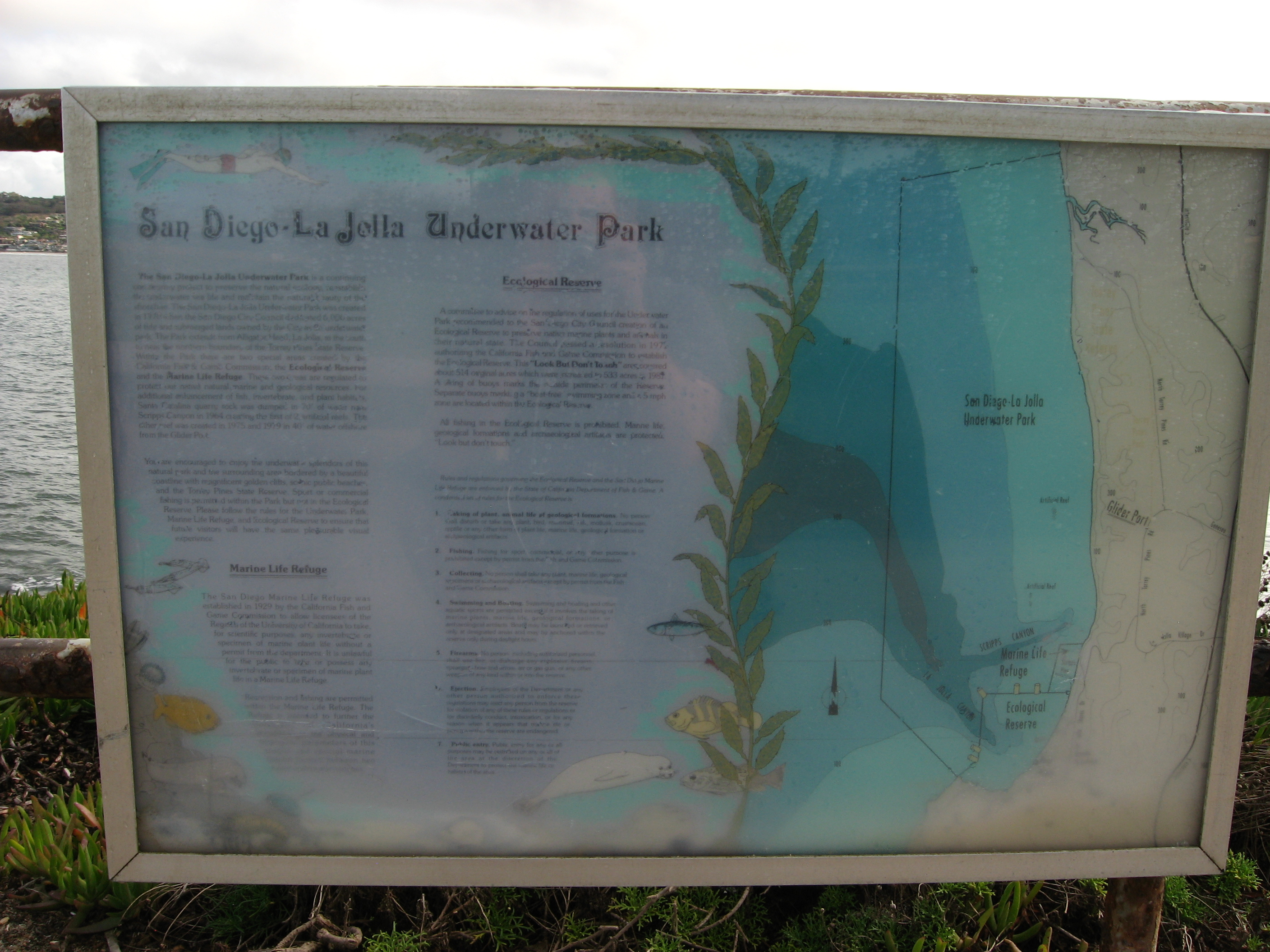
San Diego–La Jolla Underwater Park

Het park beslaat circa 24 km² aan oceaanbodem en getijdengebied. Er zijn vier dominante habitattypen: rotsachtige riffen, kelpbossen, zandvlaktes en onderzeese kloven.
La Jolla Submarine Canyon en Scripps Canyon zijn bijzonder geliefd bij duikers vanwege hun steile wanden die tot wel 275 meter diep aflopen. Deze locaties worden beschouwd als enkele van de beste duikplekken van Zuid-Californië.
La Jolla Shores is een ongeveer 1,6 km lang strand dat zich uitstrekt van de kliffen ten noorden van La Jolla Cove tot aan Black’s Beach. Het grenst aan het terrein van het Scripps Institution of Oceanography en omvat de Scripps Pier. In het zuidelijke deel komt veel zeeleven voor, waaronder luipaardhaaien, pijlstaartroggen en gitaarvissen. Groene zeeschildpadden en de gevlekte zevenkieuwshaai zijn zeldzamer maar komen ook voor.
La Jolla Cove zelf valt onder het Matlahuayl State Marine Reserve. Dit beschermde gebied van ongeveer 2,6 km² strekt zich uit tot in diepe wateren van meer dan 100 meter en beschermt een rijke verscheidenheid aan habitats zoals zandstranden, rotsachtige getijdenzones, zeegrasvelden, zeeholen, en onderzeese kloven.
De Zeven Zeegrotten van La Jolla, voorheen bekend als de Mammoth Caves, zijn uitgesleten in de 75 miljoen jaar oude zandsteenkliffen. De grotten zijn al sinds de 19e eeuw een toeristische trekpleister. Bij laag tij zijn de meeste grotten alleen toegankelijk vanaf zee, met uitzondering van de bekende Sunny Jim’s Cave, die via een tunnel vanuit de historische Cave Store aan Cave Street te bereiken is.

## Afbeeldingen

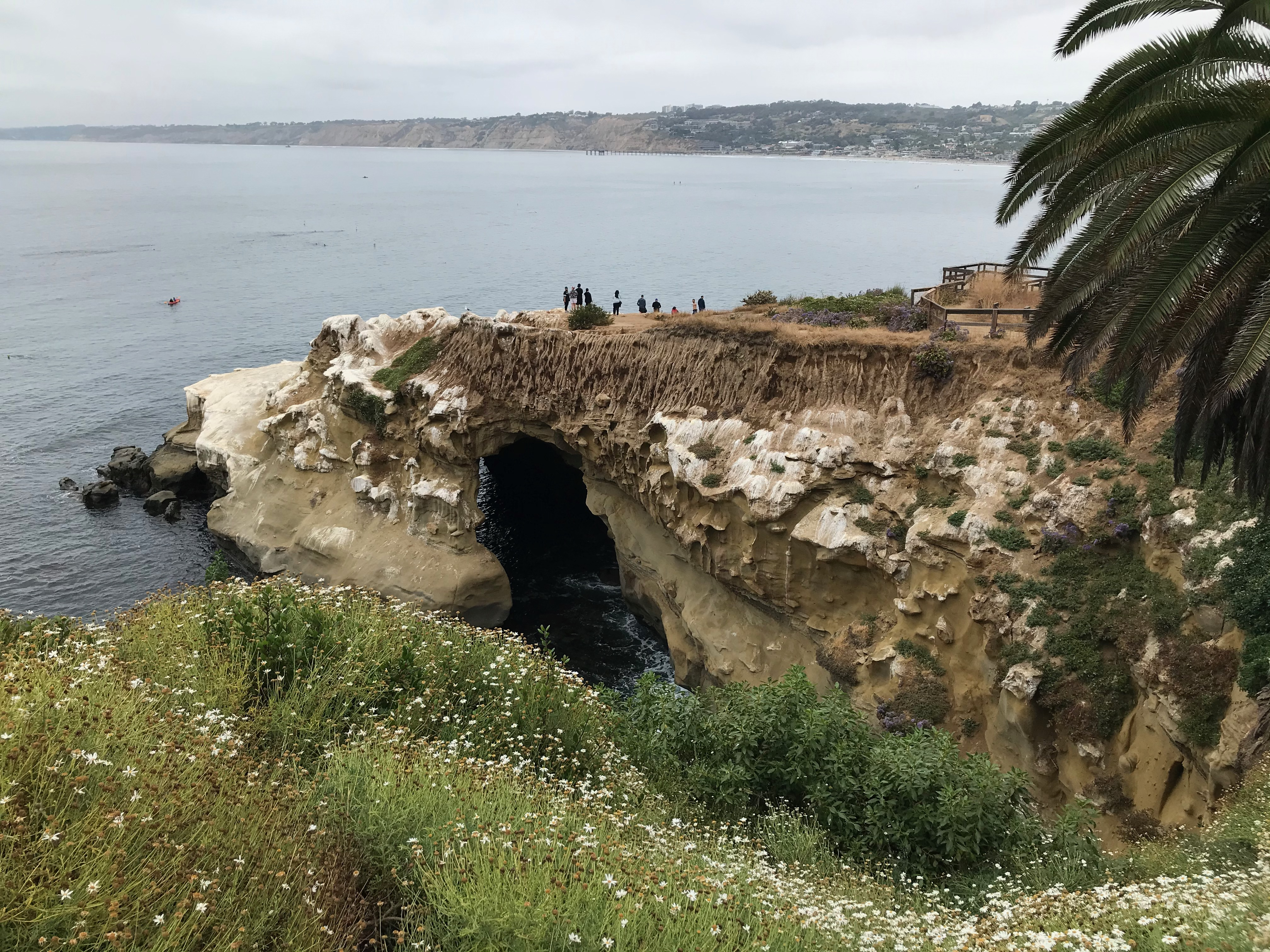
Goldfish Point, La Jolla
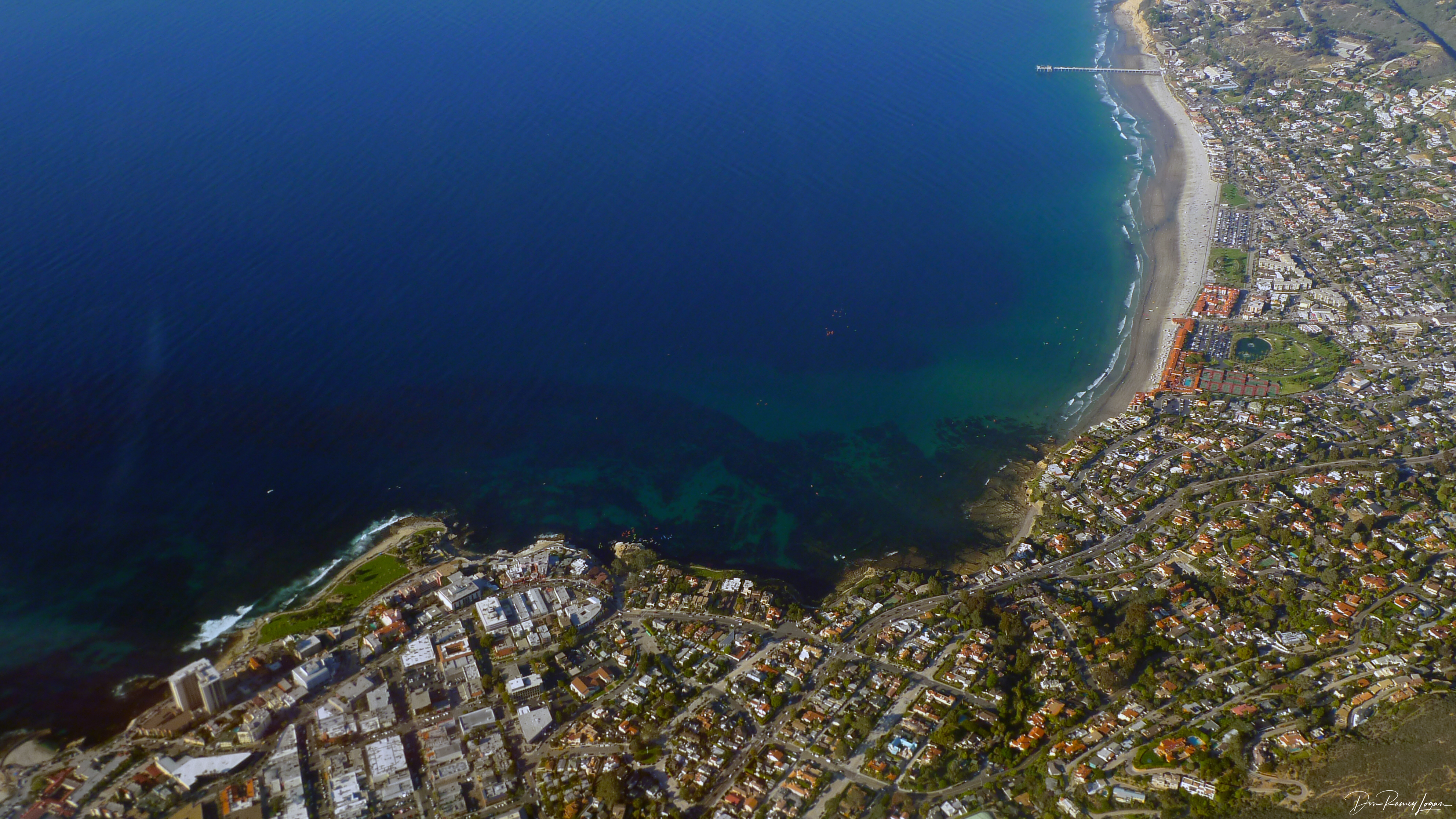
Luchtfoto van La Jolla, San Diego (Californië) met zicht op La Jolla Cove en de omliggende kustlijn – een panorama van het La Jolla Underwater Park.
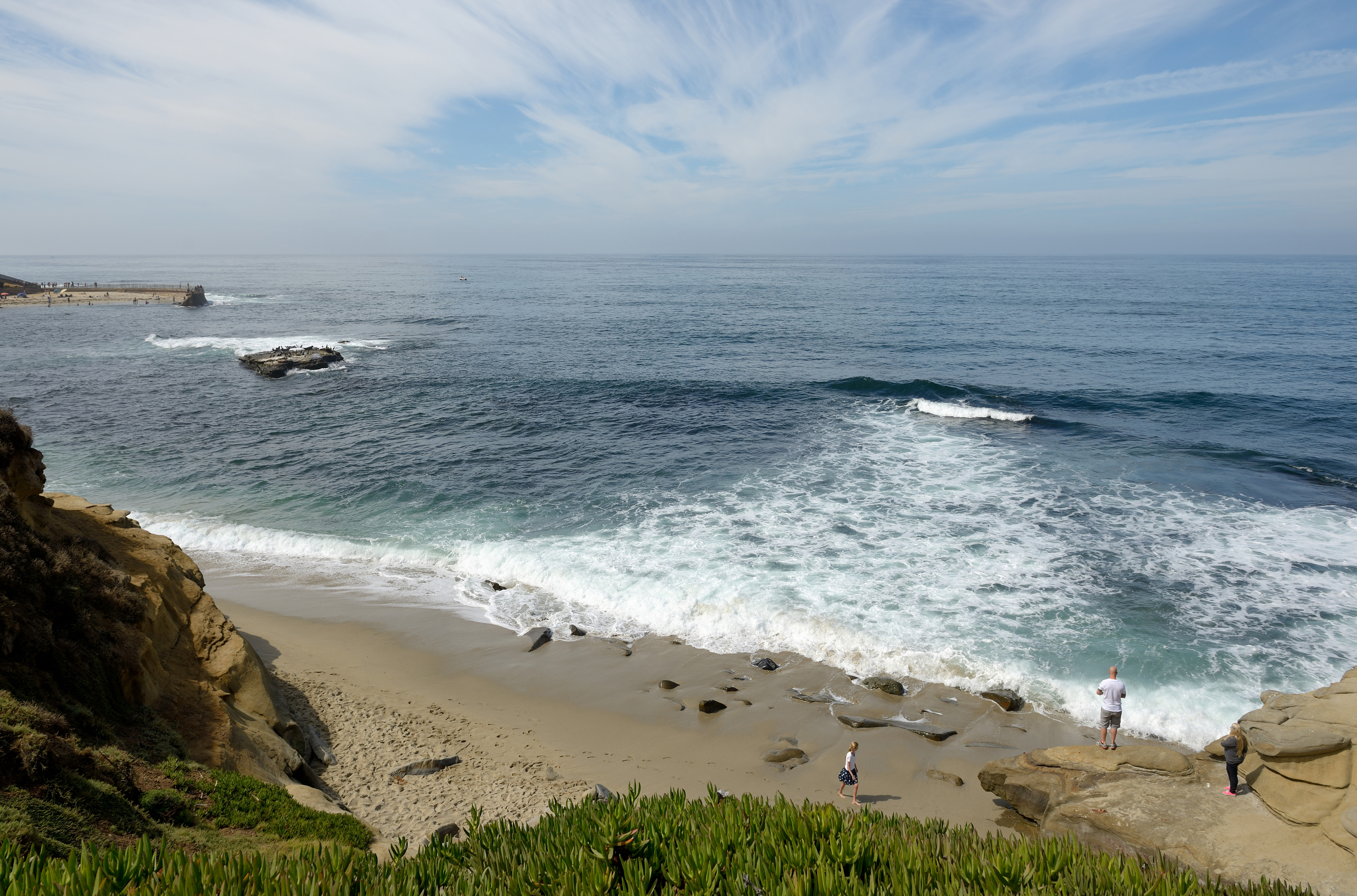
Branding op La Jolla Beach, waar golven van de Stille Oceaan krachtig tegen de kustlijn slaan – een karakteristiek beeld van de Zuid-Californische kust.
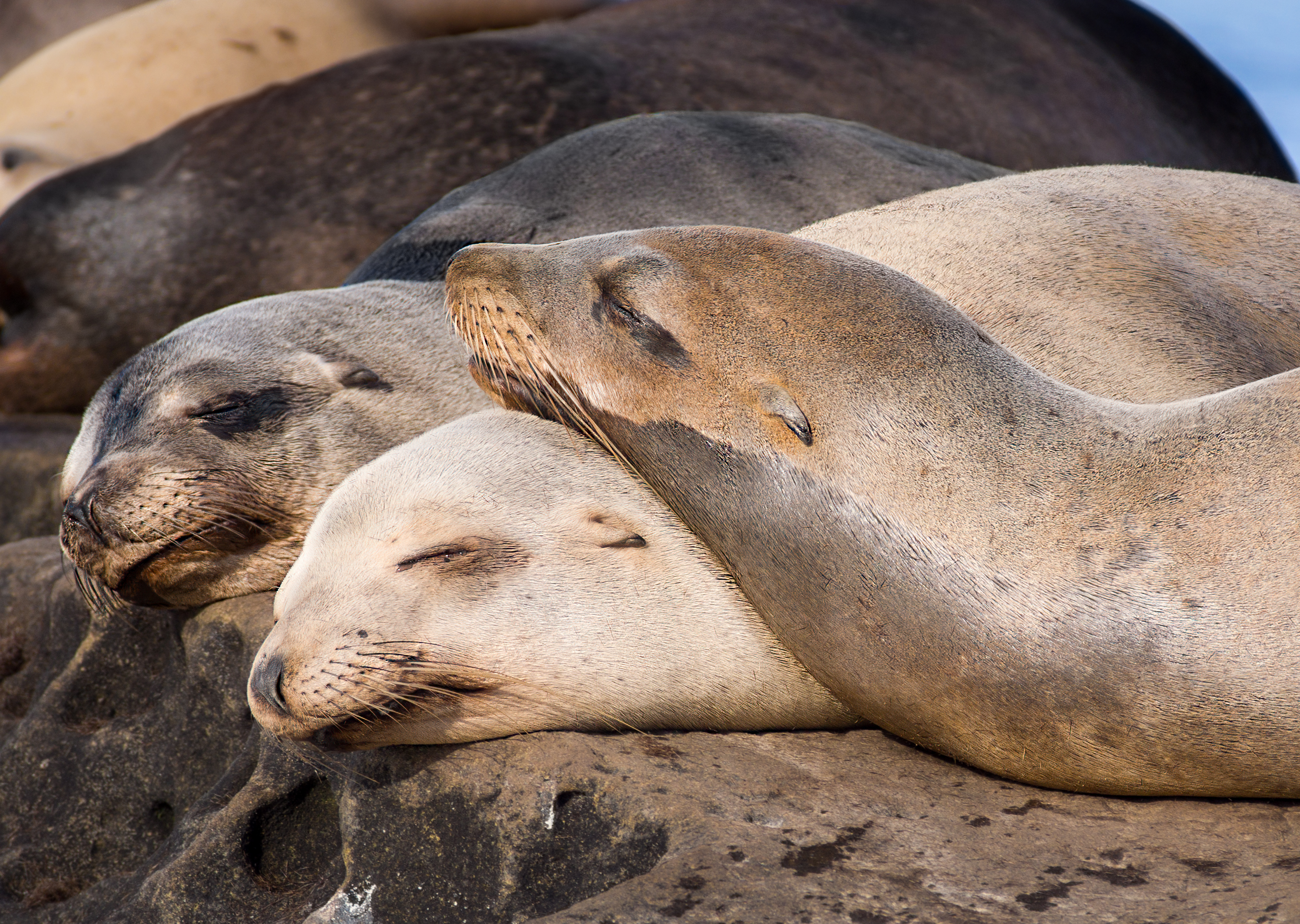
Californische zeeleeuw tijdens een dutje op de rotsen van La Jolla, een vertrouwd tafereel in deze beschermde kustzone.
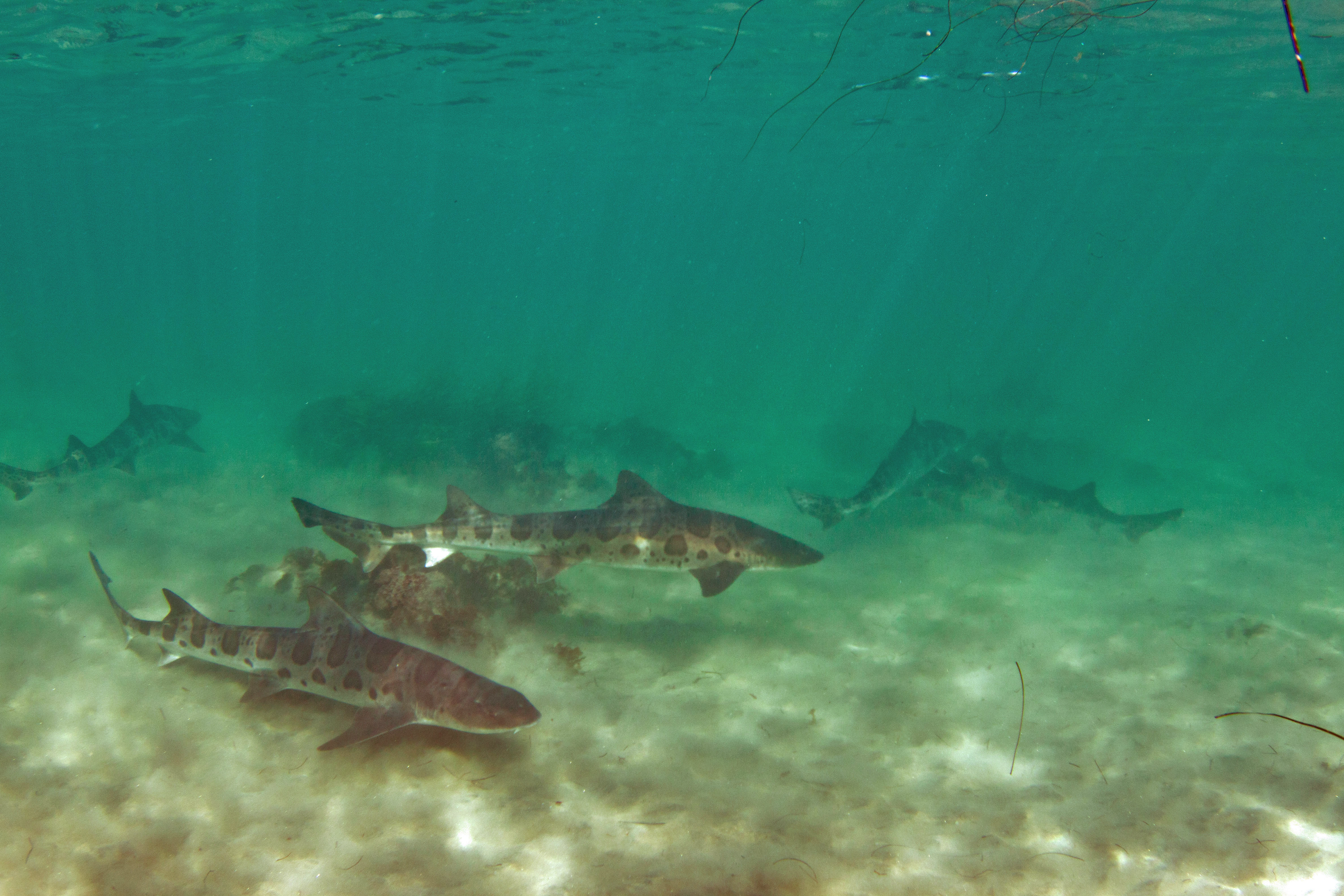
La Jolla Bay, nabij La Jolla Cove, staat bekend om de jaarlijkse aanwezigheid van luipaardhaaien (Triakis semifasciata) – een natuurverschijnsel binnen het beschermde gebied van het La Jolla Underwater Park
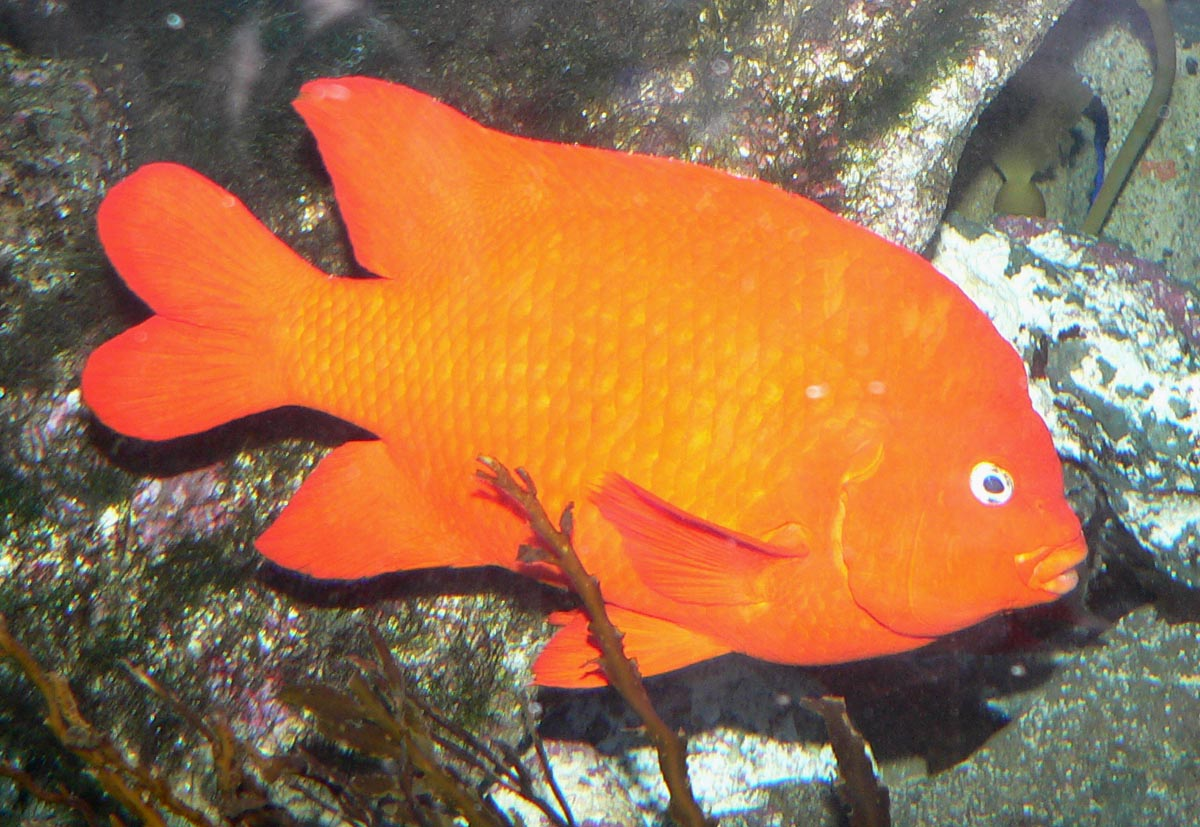
Garibaldi-juffer (Hypsypops rubicundus) zwemt tussen het kelpwoud in La Jolla Bay
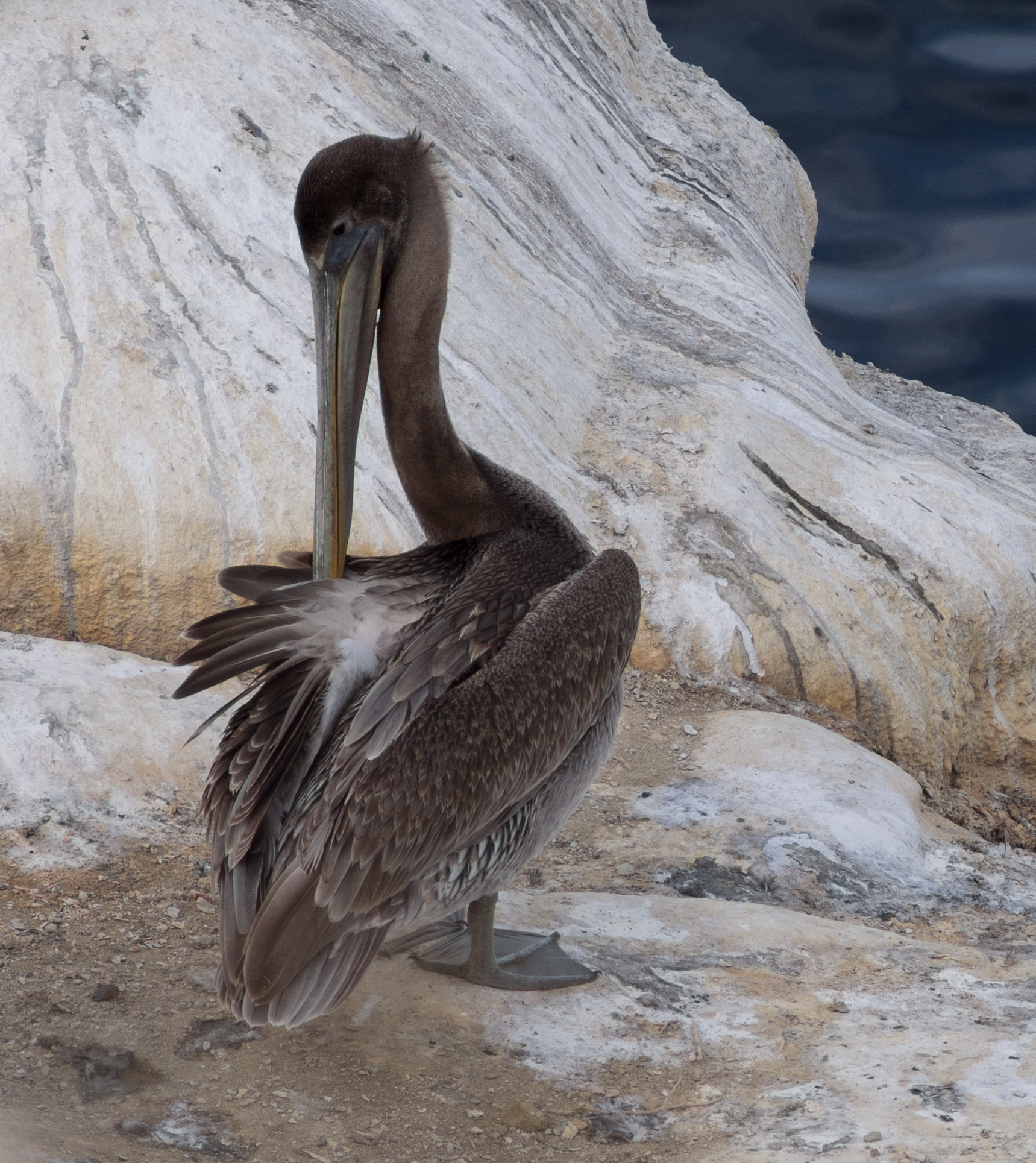
Bruine pelikaan (Pelecanus occidentalis) langs de kust van La Jolla – een vertrouwde verschijning boven de kliffen en in de lucht boven de baai.
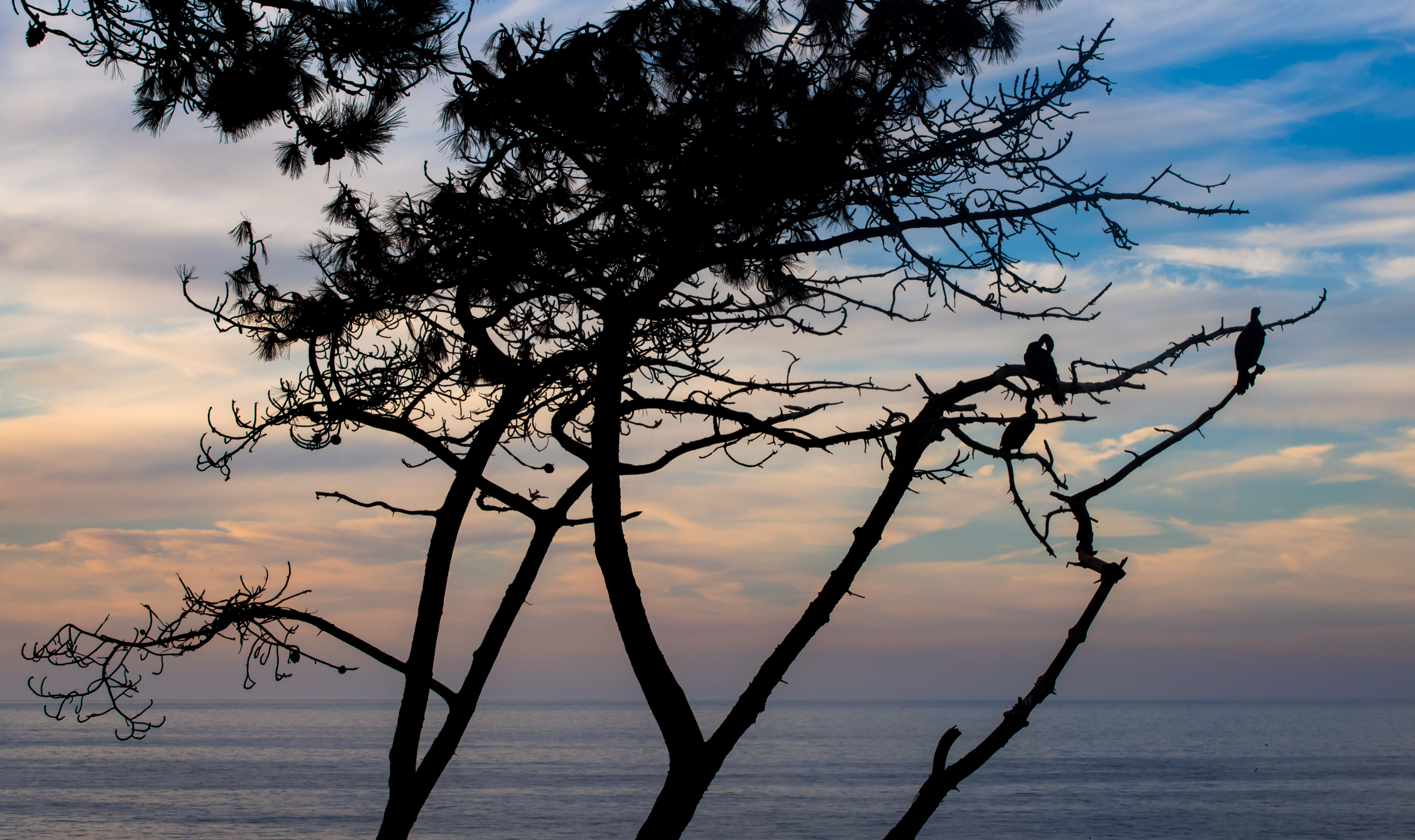
Aalscholvers in silhouet op de rotsen van La Jolla Bay.
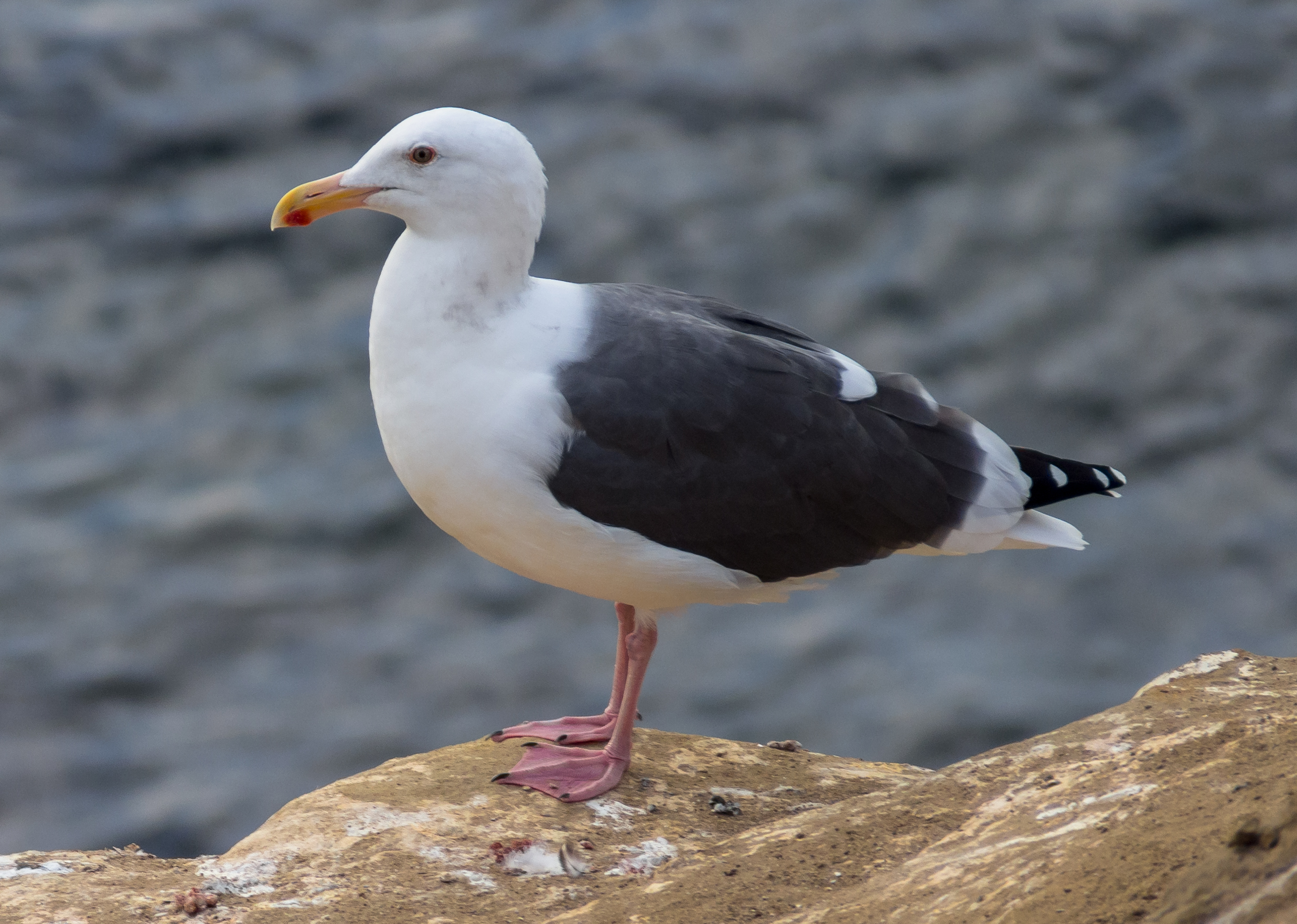
Western gull (Larus occidentalis) op de kliffen van La Jolla Bay
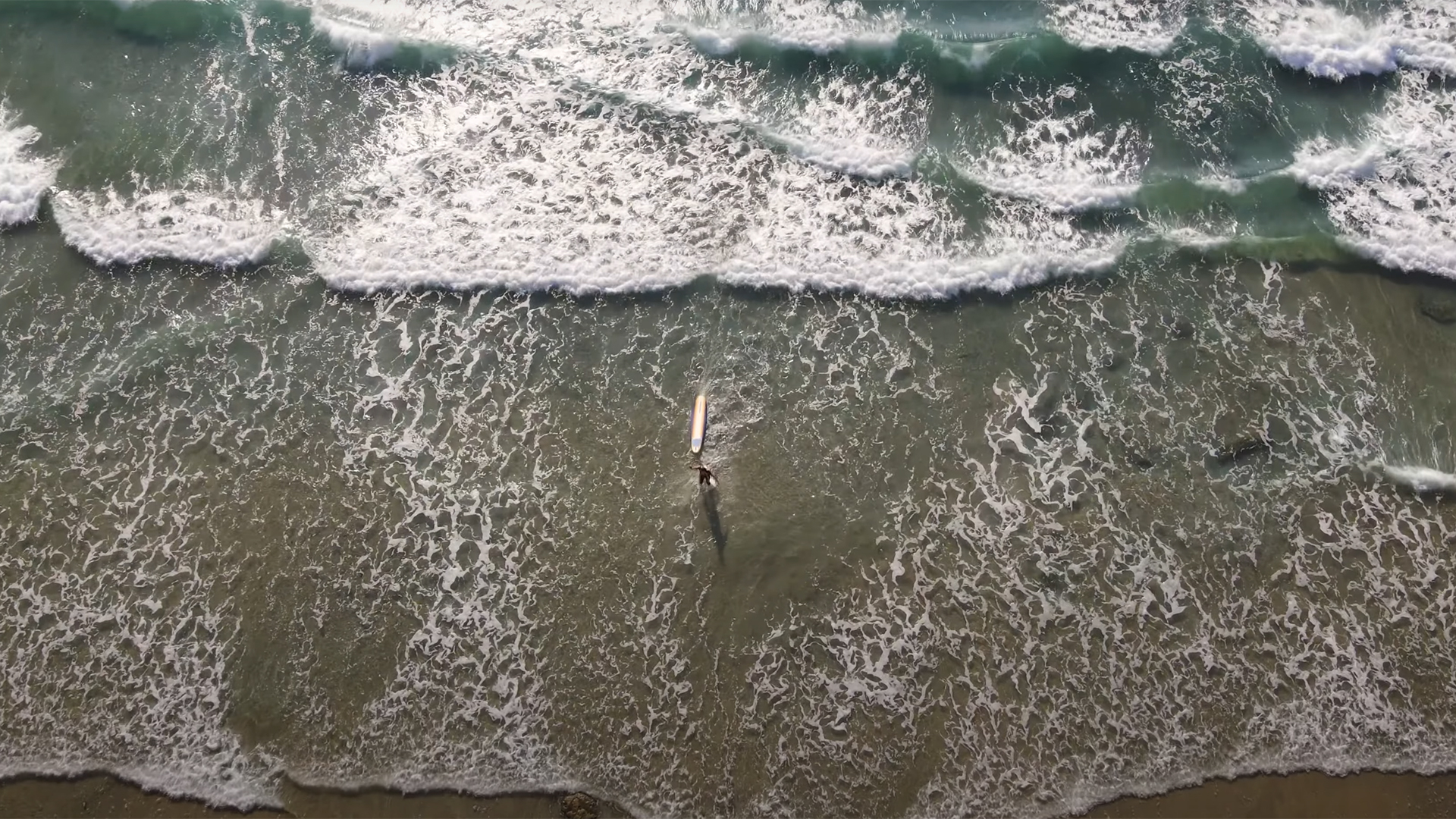
Luchtbeeld van een surfer op het strand van La Jolla, Californië